# Neuer Markt 1 (Stralsund)
Das Haus mit der postalischen Adresse Neuer Markt 1 ist ein denkmalgeschütztes Gebäude im Stralsunder Stadtgebiet Altstadt am Neuen Markt an der Ecke zur Bleistraße.

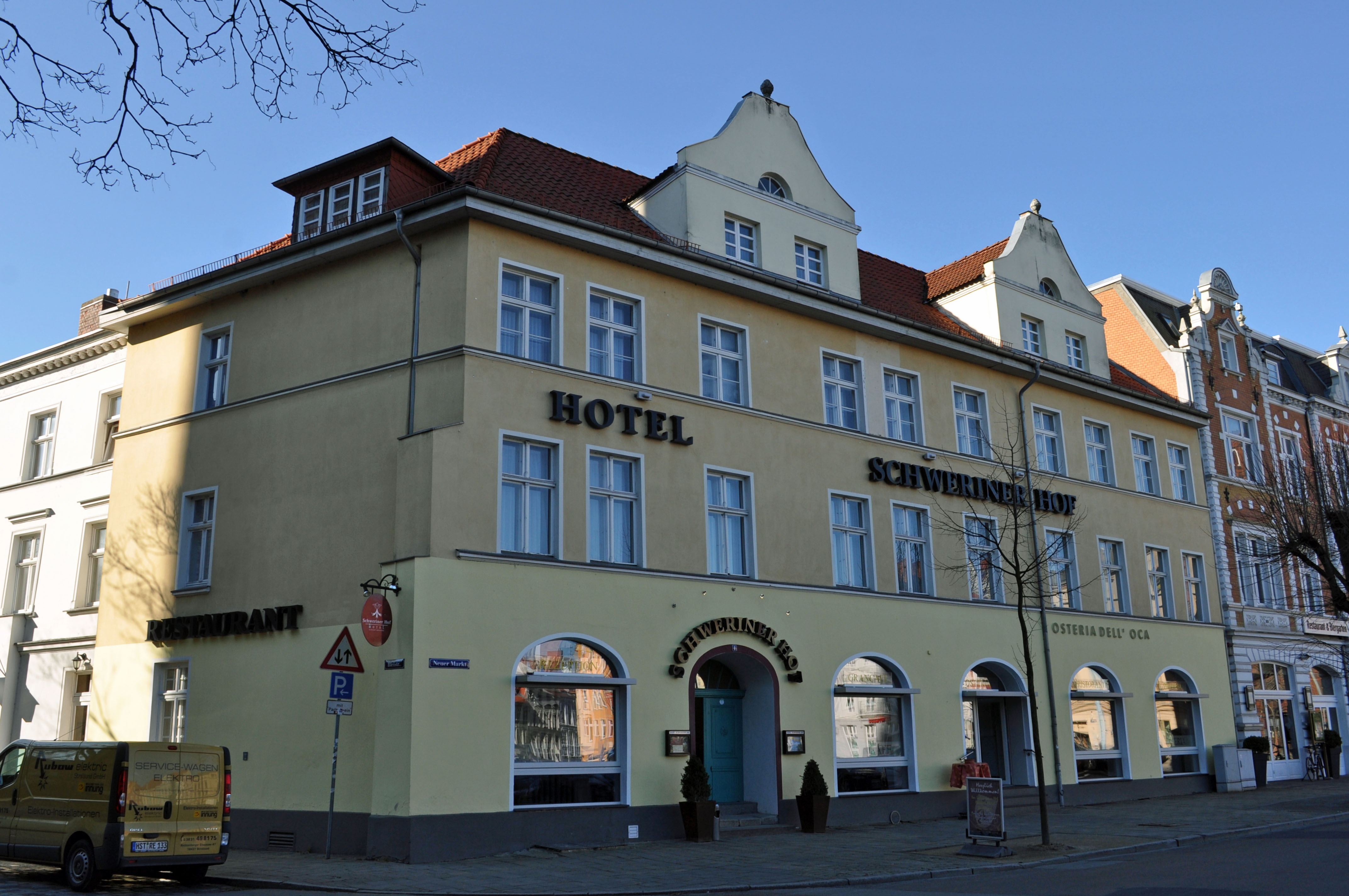
Das Haus Neuer Markt 1 in Stralsund (2012)

Im Kern stammt das Gebäude aus dem frühen 19. Jahrhundert. Im Jahr 1928 wurde das über die Zeit mehrfach teilweise umgebaute und erweiterte Haus nochmals umgestaltet und erhielt dabei sein einheitliches Erscheinungsbild. Die Fassade wurde gegliedert, die korbbogigen Fensteröffnungen im Erdgeschoss des dreigeschossigen Putzbaus gestaltet und die beiden Zwerchhäuser im Walmdach angebaut. Von der früheren Bebauung aus dem 19. Jahrhundert stammt das Korbbogenportal mit seiner Haustür. Im Jahre 2013 renovierte der derzeitige Hotelbesitzer die Außenfassade und gestaltete sie um; sie erscheint nun in einem Grauton.
Das Haus liegt im Kerngebiet des von der UNESCO als Weltkulturerbe anerkannten Stadtgebietes des Kulturgutes „Historische Altstädte Stralsund und Wismar“. In die Liste der Baudenkmale in Stralsund ist es mit der Nummer 592 eingetragen.